# Cuatro minutos
Cuatro minutos es una película alemana dirigida por Chris Kraus.

## Argumento
Traude Krueger (Monica Bleibtreu) trabaja como profesora de piano en una cárcel de mujeres. Durante un pequeño recital, descubre a Jenny Von Loeben (Hannah Herzsprung). Después de ser invitada a recibir clases de piano, Krueger le dice que no podrá recibir clases por tener unas manos muy descuidadas. Esto hizo que Jenny respondiera descargando toda su furia contra el guardia de la prisión, Mütze (Sven Pippig), quien por cierto, era uno de los estudiantes de Krueger. Después de dejar inconsciente al guardia, ella toca el piano, dejando impresionada a Krueger, quien para ese momento había huido al pasillo. Más tarde, la profesora nuevamente ofrece darle clases, pero le fijó algunas normas que debía cumplir. Durante la conversación, se puso de manifiesto que el padre adoptivo de Jenny había querido convertirla en una niña prodigio como Mozart y la obligaba a asistir a concursos de piano. También se supo que él la había violado, creando en ella una enorme repulsión hacia su padre.
Una vez comenzadas las clases, otras compañeras de celda de Jenny empezaron a envidiarla al notar su enorme talento. Así mismo, algunos funcionarios de la prisión se opusieron fuertemente a que Jenny progresara y participara en un certamen musical. Sin embargo, el director de la prisión ve en esto una oportunidad perfecta para conseguir un poco de atención positiva de los medios, por lo cual decide ayudar. Poco a poco, Jenny perfecciona su técnica y logra ganar varios concursos.
Durante la trama, se entrecruzan varias escenas de la vida de Krueger, donde aparece siendo muy joven y desempeñándose como enfermera en un hospital militar de la Alemania nazi. Allí se conocen sus vínculos homosexuales con una prisionera comunista, la cual es asesinada vilmente por unos guardias. Estos antecedentes resultan perturbadores para Krueger, en especial, cuando percibe que Jenny también tiene tendencias homosexuales.
Contra todo pronóstico, Jenny se las arregla para llegar a la final de un prestigioso concurso para piano. Pero la noche antes del concierto, las compañeras de celda de Jenny la amarran a la cama y le prenden fuego a una de sus manos. Reaccionando violentamente Jenny deja herida de gravedad a una de las culpables. Esto hace que le sea prohibida la participación en el concurso. Ahora bien, Krueger se entera de que Mütze fue quien deliberadamente planeó que Jenny fuera quemada, así que lo recrimina y hace que la ayude en un plan de escape.
Luego de escapar de la cárcel, Jenny llega al concurso teniendo a la policía pisándole los talones. Luego de anunciarse que tocaría una pieza de Schumann, Jenny interpreta una extraordinaria pieza de jazz negro que deja paralizado al público presente. Estando rodeada de policías, le permiten solo cuatro minutos para su presentación. Cuando finaliza, la multitud estalla en una ovación de pie.

## Premios
- Festival de cine de Baviera: Mejor película, mejor actriz, mejor guion.
- „Jin Jue Award” (Shanghai International Film Festival).
- Reykjavik International Filmfestival: Mejor película.

- Deutscher Filmpreis: Mejor actriz (Monika Bleibtreu) y mejor película en oro.